# Vera Steadman
Vera Steadman (23 de junho de 1900 – 14 de dezembro de 1966) foi uma atriz norte-americana da era do cinema mudo. Ela apareceu em 99 filmes entre 1915 e 1941, em seus primeiros anos aparecendo nos filmes de Mack Sennett.
Foi casada com Jack Taylor.

## Filmografia selecionada
- Luke and the Mermaids (1916)
- Whose Baby? (1917)
- The Sultan's Wife (1917)
- The Pullman Bride (1917)
- 813 (1920)
- Gambling with Souls (1936)